# A Rózsakereszt Kabbalisztikus Rendje
A Rózsakereszt Kabbalisztikus Rendje (franciául: Ordre kabbalistique de la Rose-Croix – O.K.R.C.) az első francia okkult társaság a XIX. század végén. A Rendet Stanislas de Guaita és Joséphin Péladan alapította 1888-ban. A Rend szervezeti felépítése és a tanításai sok szempontból hasonlítottak, illetve metszetét képezték a Papus-féle martinista rend ("A Legfelsőbb Ismeretlen Rendje") tanainak, melynek keretei között nagy hangsúlyt fektettek a keresztény Kabbalára és a spirituális munkára.

## Tanítások rendszere
Az OKRC előadásokat tartott a keresztény Kabbaláról, a kereszténység ezoterikus formájáról azzal a céllal, hogy felfedjék a Biblia és az Isteni lényegének megértése titkos és misztikus képességét. A Rend kutatásokat is végzett és egyetemi rangokhoz hasonló nevű fokozatokat viseltek. E jellegzetesség megkülönböztette a Rendet a kor titkos társaságainak többségétől.

### Beavatási fokozatok
1. A Kabbala Tanítványa (bachelor, azaz legény)
2. A Kabbala Mestere (tanítási engedély)
3. A Kabbala Doktora

A fokozatok rendszerét egyetemi mintára alkották meg és azok nyerhették csak el, akik látogatták az előadásokat és letették a vizsgákat.

## Rövid történet
1890–1891-ben az alapítók egyike, Joséphin Péladan létrehozta saját rendjét, az Ordre de la Rose-Croix catholique du Temple et du Graal-t, mely a kor számos kiváló szimbolista művészét magához vonzotta. A szétválás oka az volt, hogy "Péladan elutasított a maga részéről bármiféle közösséget a spiritizmussal, szabadkőművességgel, vagy éppen a buddhizmussal". Stanislas de Guaita ezzel szemben azt mondta, hogy nem akarja, hogy a Rend művészi szalonok irányába forduljon.
Stanislas de Guaita 1897-ben bekövetkezett hirtelen halála után Papus követte őt az OKRC Nagymester pozíciójában és ő volt a ‘Délége General de l’Ordre kabbalistique de la Rose-Croix’ 1916-os haláláig.
A Rend jelenleg is működik az Amerikai Egyesült Államokban és van egy franciaországi ága. Jean-Louis de Biasi, francia író és egyetemi tanár az OKRC jelenlegi vezetője Las Vegasban.

## Lásd még
- Hivatalos weblap